# Epinephelus howlandi
Epinephelus howlandi es una especie de peces de la familia Serranidae en el orden de los Perciformes.

## Morfología
• Los machos pueden llegar alcanzar los 55 cm de longitud total.

## Distribución geográfica
Se encuentra al oeste del Pacífico.